# Carhuaz

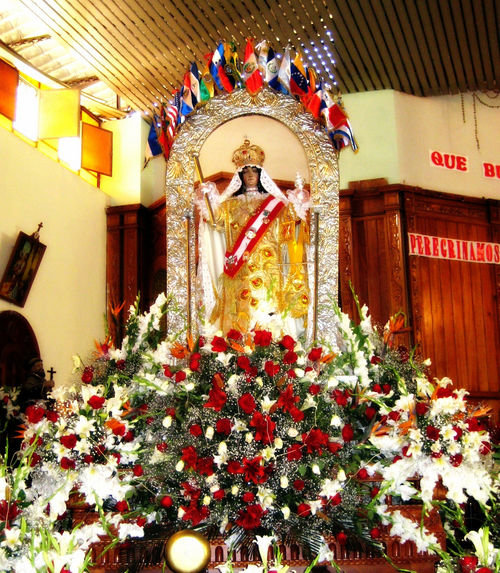
Nossa Senhora das Mercês, Carhuaz

A cidade peruana de Carhuaz é a capital da Província de Carhuaz, situada no Departamento de Ancash, pertencente a Região de Ancash, Peru.